# رباعية9
Quad9 "رباعية9" هي محلل DNS عام ومتكرر عالمي يهدف إلى حماية المستخدمين من البرامج الضارة والتصيد الاحتيالي . يتم تشغيل رباعية 9 من قبل مؤسسة Quad9، وهي مؤسسة سويسرية غير ربحية تهدف إلى تحسين الخصوصية والأمن لمستخدمي شبكة الإنترنت، ومقرها الرئيسي في مدينة زيورخ . تخضع Quad9 لقانون الخصوصية السويسري، وتوسّع الحكومة السويسرية نطاق حماية القانون ليشمل مستخدمي Quad9 في جميع أنحاء العالم، بغض النظر عن الجنسية أو بلد الإقامة.

## الأمن والخصوصية
وجدت العديد من التقييمات المستقلة أن Quad9 هي الأكثر فعالية (97%) في حظر البرمجيات الخبيثة ونطاقات التصيّد الاحتيالي. اعتبارًا من يونيو 2021، كانت Quad9 تحجب أكثر من 100 مليون إصابة بالبرمجيات الخبيثة وهجمات التصيد الاحتيالي يوميًا. تصفية البرمجيات الخبيثة في Quad9 هي خيار يمكن للمستخدم اختياره. لا يتم تحديد النطاقات التي تتم تصفيتها بواسطة Quad9، بل يتم تزويد Quad9 بمجموعة متنوعة من محللي استخبارات التهديدات المستقلين، باستخدام منهجيات مختلفة. تستخدم Quad9 نظام تصنيف السمعة لتجميع هذه المصادر، وتزيل النطاقات "الإيجابية الزائفة" من قائمة التصفية، ولكنها لا تضيف بنفسها نطاقات إلى قائمة التصفية.
كانت Quad9 من أول من استخدم التشفير القوي القائم على المعايير لحماية خصوصية استعلامات DNS الخاصة بمستخدميها، وأول من استخدم التحقق من صحة التشفير DNSSEC لحماية المستخدمين من اختطاف اسم النطاق. تحمي Quad9 خصوصية المستخدمين من خلال عدم الاحتفاظ أو معالجة بعنوان IP الخاص بمستخدميه، وبالتالي فهي متوافقة مع اللائحة العامة لحماية البيانات.

## المواقع
واعتباراً من أغسطس 2021، كان محلل Quad9 التكراري يعمل من مجموعات خوادم في 224 موقعاً في ست قارات و106 دولة.

## أمر سوني الموسيقى
في 18 يونيو 2021، تم إخطار شركة Quad9 بأمر قضائي هو الأول من نوعه من قبل محكمة مقاطعة هامبورغ ، حيث طالبت شركة سوني Sony Music شركة Quad9 بحظر تحليل DNS لاسم المجال الذي يستخدمه موقع ويب لا يحتوي على حقوق الطبع والنشر. - مواد مخالفة، ولكنها تحتوي على روابط لمواقع أخرى فعلت ذلك. هذه هي الحالة الأولى التي تسعى فيها صناعة أصحاب حقوق الطبع والنشر إلى إجبار مشغل نظام أسماء النطاقات المتكرر على منع الوصول إلى أسماء نطاقات الإنترنت، لذا فإن هذا تفسير جديد للقانون الألماني ويُعتقد أنها قضية ذات عواقب بعيدة المدى. ونُقل عن المدير العام لشركة Quad9 جون تود في الصحافة قوله: "يدعمنا المتبرعون لحماية الجمهور من التهديدات الإلكترونية، وليس لزيادة إثراء شركة سوني" و"إذا ثبتت هذه السابقة القضائية، فستظهر مرة أخرى في أوامر قضائية مماثلة ضد أطراف ثالثة أخرى غير متورطة، مثل برامج مكافحة الفيروسات ومتصفحات الويب وأنظمة التشغيل وجدران الحماية." وعلق الخبير القانوني توماس ريكيرت ، من جمعية الإنترنت الألمانية eco ، قائلاً: "لا يمكنني أن أتخيل مزودًا بعيدًا عن المسؤولية عن أي نطاقات غير قانونية أكثر من مشغل محلل عام." أعلنت Quad9 على الفور أنها ستطعن في الأمر القضائي، وأعلنت في 24 يونيو أنها احتفظت بمحامٍ ألماني وستقدم اعتراضًا على الأمر القضائي. لم يذكر كليمنس راش، المحامي الذي يقود فريق سوني، بوضوح ما إذا كانت قد جرت أي محاولات للاتصال بموقع canna.to، وهو الموقع الذي تشتبه الصحافة على نطاق واسع في أنه وراء عمليات التنقيح في وثائق المحكمة، واكتفى بالقول إن سوني كانت ستقوم بذلك "إذا كان بالإمكان تحديد هويته"، مع تأكيده أن الموقع كان يعمل بشكل مستمر على مدار العامين الماضيين. وقال متحدث باسم المحكمة إن "البيانات التي قدمها الطرف مقدم الطلب هي فقط التي تم استخدامها كأساس للأمر القضائي" وأن المحكمة "أخذت على أساس أن الإخطارات التي ادعى مقدم الطلب إرسالها لم يتم إرسالها فقط بل وصلت إلى متلقيها". في نهاية الأسبوع الأول من النزاع، أشارت الصحافة إلى أن التبرعات لـ Quad9 ارتفعت بنسبة 900% مقارنة بالأسبوع السابق، واعتبارًا من 27 يونيو، كان لا يزال من الممكن حلّ canna.to من خلال خوادم Quad9.
في 31 أغسطس 2021، قدمت Quad9 اعتراضًا على الأمر القضائي، مستشهدةً بعدد من العيوب في الحجج القانونية التي قدمتها سوني، ولكنها تعتمد بشكل أساسي على حقيقة أن مزودي خدمات الإنترنت (الذين لديهم بالفعل علاقة عمل مع الأطراف المخالفة) معفون من مسؤولية الطرف الثالث، على الرغم من أنهم يشغلون أيضًا محللو DNS العوديون، وأن استثناء المحاليل العودية المستقلة من هذا الإعفاء هو تفسير خاطئ للقانون.
في 5 ديسمبر 2023 تم رفض الدعوى القضائية وأُمرت سوني بدفع تكاليف النزاع القانوني. على الرغم من أن المحكمة اعتبرت الحكم نهائيًا، دون إمكانية الاستئناف، إلا أنه لا يزال بإمكان سوني الطعن في إغلاق الاستئناف من خلال تقديم شكوى ضد رفض الإذن بالاستئناف، وبعد ذلك يتعين عليها استئناف القضية نفسها لدى المحكمة الاتحادية الألمانية.

## خدمة
تقوم Quad9 بتشغيل خوادم الأسماء العودية للاستخدام العام على عناوين IP الاثني عشر. يتم توجيه هذه العناوين إلى أقرب خادم تشغيلي باستخدام توجيه Anycast . يدعم Quad9 DNS عبر TLS عبر منفذ 853،  DNS عبر HTTPS عبر منفذ 443،  و DNSCrypt عبر منفذ 8443.

## أنظر أيضا
- منطقة سياسة الاستجابة